# Entimema
En lógica, entimema (< latín enthymēma < griego ἐνθύμημα o enthumēma [en + thumos (mente) - 'que ya reside en la mente']) es el nombre que recibe un silogismo en el que se ha suprimido alguna de las premisas o la conclusión, por considerarse obvias o implícitas en el enunciado. Al entimema se le conoce también como silogismo truncado.
Aristóteles, descubridor del silogismo en Occidente, estableció el término y el propio concepto de entimema con dos nociones.
En Primeros analíticos, II 27 es un silogismo basado en semejanzas o señales que indican una propiedad que realiza la función de un término medio silogístico. Así pone el ejemplo: “de una mujer que tiene leche se puede inferir que está embarazada”.
En otro momento hace referencia a un silogismo incompleto en el sentido de que no se expresa una premisa, que se da por implícitamente sobreentendida.
Esta segunda acepción es la que ha pasado a la tradición en los libros de lógica. Todavía hay (William Rowan Hamilton, 1856) quien también lo considera cuando se suprime la conclusión.

## Estructura y usos
En general, el entimema debe constar de al menos dos proposiciones (una antecedente y otra consiguiente) de las que constituyen el silogismo ordinario, en vista de que en el lenguaje cotidiano se formulan razonamientos suprimiendo expresiones que se dan por sabidas en el oyente.
Dentro de la retórica, el entimema resulta un recurso vital para dotar de agilidad y claridad expositiva al discurso, aunque con frecuencia sirva también para disfrazar la falacia. Al presuponer el conocimiento de determinadas premisas o su deducción por parte del auditorio, el orador puede evitar digresiones innecesarias en el hilo del discurso.

## Tipos de entimemas
En función de la premisa que se omita, los entimemas pueden clasificarse como de:
- Primer orden, que carece de la premisa mayor.
- Segundo orden, que carece de la premisa menor.
- Tercer orden, que carece de la conclusión.

## Ejemplos
He aquí un entimema de primer orden: Como hombre que es, Sócrates es mortal, en el que se ha omitido la premisa mayor: Todos los hombres son mortales. Si se exponen las tres proposiciones del silogismo, quedan:
Premisa mayor - Todos los hombres son mortales (omitida).
Premisa menor - Sócrates es hombre.
Conclusión - Sócrates es mortal.
Como ejemplo de entimema de segundo orden: Todos los hombres son mortales. Por tanto, Sócrates es mortal. En este caso, la premisa omitida es la menor, Sócrates es hombre, luego:
Premisa mayor - Todos los hombres son mortales.
Premisa menor - Sócrates es hombre (omitida).
Conclusión - Sócrates es mortal.
Por último, como ejemplo de entimema de tercer orden: Si quitáramos la conclusión, quedaría:
Premisa mayor - Todos los hombres son mortales.
Premisa menor - Sócrates es hombre.
Conclusión - Sócrates es mortal. (omitida).

### Otros ejemplos
En el siguiente ejemplo (entimema de primer orden) se ha obviado la premisa mayor: Los vegetarianos no consumen carne. Por tanto, los vegetarianos gozan de buena salud. En este caso, la premisa mayor era Todas las personas que no consumen carne gozan de buena salud; como se observa, tal entimema conlleva el riesgo de un paralogismo, ya que dar por universal lo argumentado en la premisa mayor (aquí tácita) es equívoco.
En este otro ejemplo (entimema de segundo orden) no se explicita la premisa menor: Todos los libros de Lewis Carroll son divertidos. Por tanto, este libro es divertido. La premisa obviada es Este libro es de Lewis Carroll.

## El entimema erróneo
Tal como se ha indicado, el entimema puede implicar una falacia o, en todo caso, conlleva el riesgo de una paralogía. El tipo de pensar entimemático es bastante frecuente.
Ejemplo de entimemas erróneos son los siguientes:
"La justicia se equivoca".
"La política es mala".
El "razonamiento" falaz (o en el mejor de los casos paralógico) de la primera expresión está dado en esta confusión planteada tácitamente como si fuera un silogismo correcto:
El poder judicial aplica la justicia.

(El poder judicial en muchas ocasiones se equivoca).
[Ergo]"La justicia se equivoca".
El error del anterior entimema se descubre cuando se analiza el supuesto silogismo con el que está planteado: se confunde justicia con poder judicial.
El segundo entimema erróneo oculta el siguiente esquema:
La política implica a los políticos.

(Muchos políticos son malos).
[Ergo]"La política es mala".
En este caso ya la premisa mayor es una falsedad al plantear (en otro entimema) a la política solo como cuestión de políticos (cuando en verdad la política incumbe a todo ser humano en sociedad), y el entimema se agrava cuando la premisa correcta "muchos políticos son corruptos" es tácitamente transformada en "todos los políticos son corruptos", de este modo sale la conclusión falsa (aunque su falsedad está ocultada por la enunciación entimemática): "la política es corrupta".
Esta clase de paralogía es frecuente en el discurso común —disfrazado de «sentido común»— precisamente por el mal uso de los entimemas.

## Razonamientos categóricos condicionales y entimemas
Un razonamiento categórico condicional es un silogismo en el cual una de las premisas es un juicio condicional y la otra un juicio categórico común. Por ejemplo:
J. condic.: Si por un material conductor circula electricidad, el conductor se calienta.
J. categ.: Por el material conductor circula electricidad.
[Ergo]: El material conductor se calienta.
Tal tipo de razonamiento tiene solo dos modos correctos: el afirmativo (modus ponendo ponens -modo poniendo-) y el que niega (modus tollens -modo quitando-); para más precisiones al respecto véase silogismo.
Sin embargo, los razonamientos categóricos condicionales se expresan a menudo en forma de entimemas, omitiendo en la mayoría de los casos la premisa o juicio condicional. De este modo pueden ocurrir paralogismos como el siguiente:
"Este sujeto no es abogado, puesto que es juez".
En forma completa, tal razonamiento categórico condicional es:
Si este sujeto es un juez, no es solo abogado.
Este sujeto es un juez.
(Conclusión errónea): [Ergo] este sujeto no es abogado.

## El entimema en la actualidad
En realidad el entimema más bien configura una situación retórica, en la que por elegancia, por brevedad, pero sobre todo por suponer en el auditorio una inteligencia suficiente como para suplir lo que falta, se suprime algo que está ahí, en la consideración del oyente, y, por tanto, no supone ningún problema especial con respecto al silogismo.
Esta alusión a la retórica hace que algunos entiendan también entimema como “argumento probable”, pero eso no siempre es así, sino que depende de lo que se exprese como implícito.
Naturalmente, en la lógica actual ciertas supresiones que serían aceptables en la silogística clásica tradicional hoy no pasarían, efectivamente, sino por argumentos meramente probables.

Así, por ejemplo, en “todos los andaluces son españoles, luego los cordobeses son españoles”, se da por supuesta la existencia de los andaluces y cordobeses, lo que en la lógica-matemática no es de recibo, sino como argumento formal hipotético al no estar cuantificado.
En recientes discusiones, algunos investigadores defienden que el significado dado por Aristóteles y otros filósofos griegos a «entimema» no es el de razonamiento abreviado, sino el de razonamiento «no monotónico», es decir, un razonamiento en el cual no se infiere la misma conclusión al ir agregando premisas. El supuesto carácter no monotónico de los entimemas es una propiedad que no puede ser abordada en lógica clásica.